# Chalcostigma
Chalcostigma – rodzaj ptaków z podrodziny paziaków (Lesbiinae) w rodzinie kolibrowatych (Trochilidae).

## Zasięg występowania
Rodzaj obejmuje gatunki występujące w Ameryce Południowej.

## Morfologia
Długość ciała 10–15 cm; masa ciała 3,3–9 g.

## Systematyka

### Etymologia
- Mychrorynchus: gr. μικρος mikros „mały”; ῥυγχος rhunkhos „dziób”[9]. Gatunek typowy: Ornismya heteropogon Boissonneau, 1840
- Chalcostigma: gr. χαλκος khalkos „brąz, miedź”; στιγμα stigma, στιγματος stigmatos „znak”, od στιζω stizō „tatuować”[10].
- Lampropogon: gr. λαμπρος lampros „promienny”; πωγων pōgōn, πωγωνος pōgōnos „broda”[11]. Gatunek typowy: Ornismya heteropogon Boissonneau, 1840.
- Eupogonus: gr. ευ eu „piękny”; πωγων pōgōn, πωγωνος pōgōnos „broda”[12]. Gatunek typowy: Trochilus herrani DeLattre(inne języki) & Bourcier(inne języki), 1846.
- Chloropogon: gr. χλωρος khlōros „zielony”; πωγων pōgōn, πωγωνος pōgōnos „broda”[13]. Gatunek typowy: Trochilus (——?) ruficeps Gould, 1846.
- Selatopogon: gr. σελας selas, σελατος selatos „płomień, światło”; πωγων pōgōn, πωγωνος pōgōnos „broda”[14]. Gatunek typowy: Trochilus (——?) ruficeps Gould, 1846.

### Podział systematyczny
Do rodzaju należą następujące gatunki:
- Chalcostigma ruficeps (Gould, 1846) – brodaczek rdzawołbisty
- Chalcostigma olivaceum (Lawrence, 1864) – brodaczek oliwkowy
- Chalcostigma stanleyi (Bourcier, 1851) – brodaczek niebieskawy
- Chalcostigma heteropogon (Boissonneau, 1840) – brodaczek miedziany
- Chalcostigma herrani (De Lattre & Bourcier, 1846) – brodaczek tęczowy